# Saale-Ilm-Platten bei Bad Kösen
Koordinaten: 51° 7′ 39″ N, 11° 44′ 15″ O

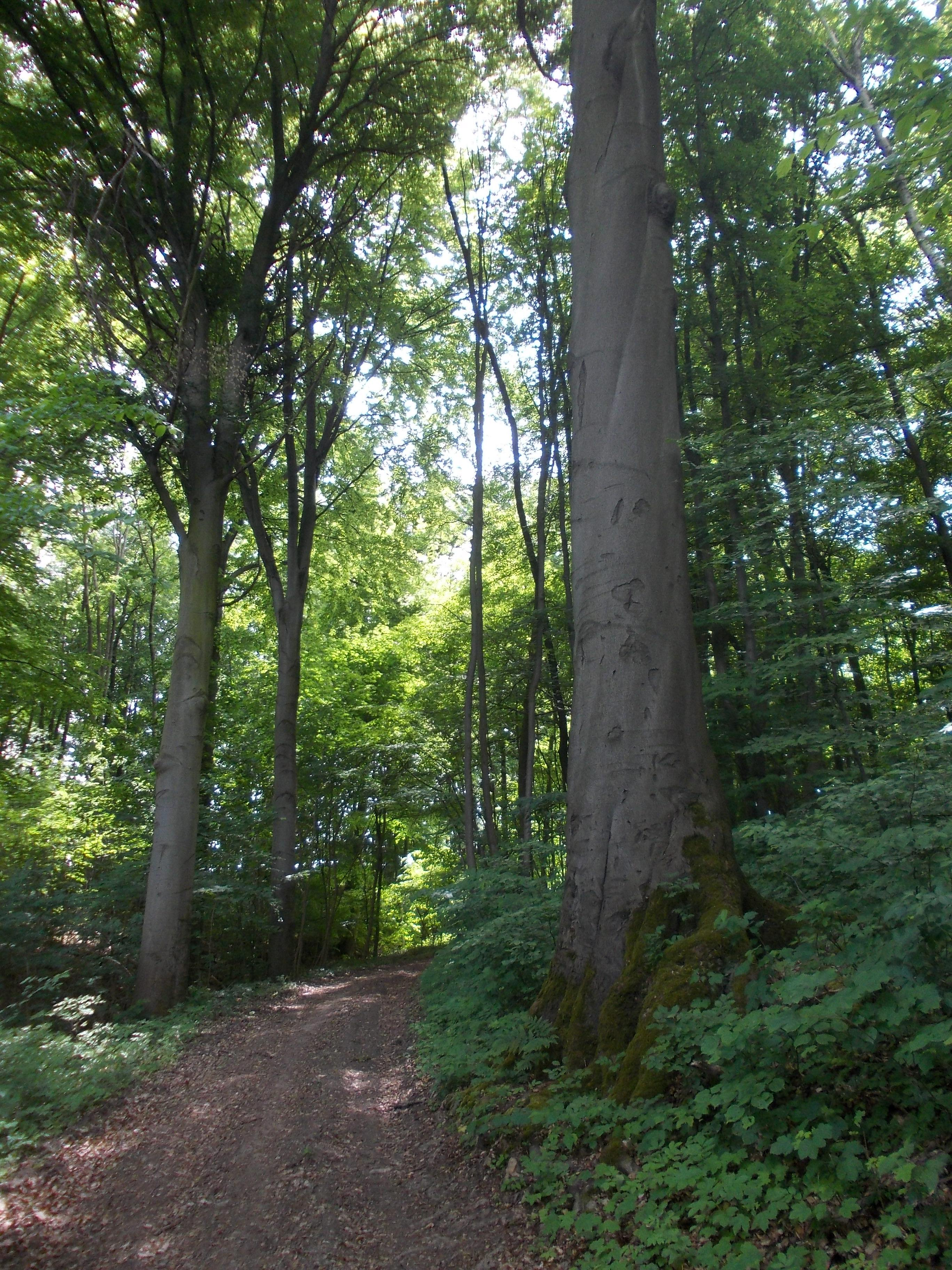
Naturschutzgebiet „Saale-Ilm-Platten bei Bad Kösen“

Die Saale-Ilm-Platten bei Bad Kösen sind ein Naturschutzgebiet in der Stadt Naumburg (Saale) im Burgenlandkreis in Sachsen-Anhalt.
Das Naturschutzgebiet mit dem Kennzeichen NSG 0198 ist circa 640 Hektar groß. Es ist vollständig Bestandteil des rund 718 Hektar großen, gleichnamigen FFH-Gebietes und zu einem großen Teil vom Landschaftsschutzgebiet „Saale“ umgeben. Das Gebiet steht seit 2000 unter Schutz (Datum der Verordnung: 20. Juli 2000). In dem Naturschutzgebiet ist das zum 1. Mai 1961 ausgewiesene, östlich von Bad Kösen liegende Naturschutzgebiet „Mordtal und Platten“ aufgegangen. Dieses war zunächst circa 188 Hektar groß, wurde jedoch 1989 auf 66,8 Hektar verkleinert, da große Teile der Buchenbestockung eingeschlagen und die Flächen mit Lärchen und Weymouthkiefern aufgeforstet worden waren. Zuständige untere Naturschutzbehörde ist der Burgenlandkreis.
Das Naturschutzgebiet liegt südwestlich von Naumburg (Saale) im Naturpark Saale-Unstrut-Triasland. Es stellt eine wellige Muschelkalkhochfläche, die sich an die Ilm-Saale-Platte anschließt, unter Schutz. Die Hochfläche fällt nach Nordwesten zum teilweise tief eingeschnittenen Saaletal ab. Im überwiegend bewaldeten Naturschutzgebiet sind verschiedene Waldgesellschaften zu finden, darunter Rotbuchenwälder, Hainsimsen-Rotbuchenwälder, Traubeneichen-Hainbuchenwälder und Eichenwälder trockener Ausprägung. Die überwiegend auf den Plateauflächen vorherrschende Rotbuchenwälder verfügen nur über eine gering ausgeprägte Strauchschicht. Die Krautschicht wird u. a. von Waldgerste, Einblütigem Perlgras, Goldnessel und Frühlingsplatterbse gebildet. Die Traubeneichen-Hainbuchenwälder sind in ihrer Waldlabkraut-Form mit gut entwickelter Strauchschicht aus Weißdorn, Gewöhnlicher Hasel und Europäischem Pfaffenhütchen, aber auch mit Feldahorn und wärmeliebenden Arten in der Krautschicht, z. B. Ebensträußiger Margerite sowie als ausgedehnte Niederwälder mit Gewöhnlicher Hasel, Sommerlinde und Blassem Knabenkraut ausgebildet. Auf flachgründigen Muschelkalkhängen stocken Orchideen-Rotbuchenwälder mit Langblättrigem Waldvöglein und Braunrotem Sitter. Feuchte Standorte werden von Sternmieren-Stieleichen-Hainbuchenwäldern mit Esche eingenommen, im Bereich der Kleinen Saale im Nordosten des Naturschutzgebietes stocken Traubenkirschen-Erlen-Eschenwälder und stellenweise Weichholzauwälder. Weiterhin wird die Kleine Saale von Feuchtgrünland, Röhrichten und Flutrasen begleitet. Die überwiegend naturnahen Waldgesellschaften im Naturschutzgebiet verfügen über einen hohen Totholzanteil.
Auf mit Schafen beweideten, waldfreien Hängen ist Furchenschwingel-Fiederzwenken-Halbtrockenrasen mit Schneeball- und Hartriegelgebüschen ausgebildet. Hier siedeln u. a. Kleine Bibernelle, Bergaster und Sichelblättriges Hasenohr sowie verschiedene Orchideen, darunter Großes Zweiblatt, Fliegenragwurz, Bienenragwurz, Dreizähniges Knabenkraut und Purpurknabenkraut. Im Übergangsbereich zum Tal der Saale sind stellenweise alte Streuobstwiesen mit teilweise verbuschten Fiederzwenken-Halbtrockenrasen und Glatthaferwiesen zu finden. Auch seltene Ackerwildkrautgesellschaften kommen im Naturschutzgebiet vor. Weitere nennenswerte Pflanzenarten sind Silberdistel, Gemeine Kuhschelle, Weinraute, Sommer- und Frühlingsadonisröschen und Glanzloser Ehrenpreis. Ein Vorkommen des Gewöhnlichen Frauenspiegels ist auf diese Region Sachsen-Anhalts beschränkt.
Das Naturschutzgebiet ist Lebensraum einer artenreichen Fauna. Die Waldgesellschaften bieten allen Spechtarten sowie Hohltaube und Waldkauz einen Lebensraum. Weiterhin sind Rotmilan, Wespenbussard, Sperber und Habicht sowie Raubwürger, Wachtel, Sperbergrasmücke, Braunkehlchen und Schwarzkehlchen im Naturschutzgebiet heimisch. An der Kleinen Saale leben Gebirgsstelze und Eisvogel. Die naturnahen Waldbereiche sind Lebensraum des Baummarders, während die Offenlandbereiche Hermelin, Mauswiesel und Iltis einen geeigneten Lebensraum bieten.
Auch die Wirbellosenfauna im Naturschutzgebiet ist nennenswert. So befindet sich hier eines der wenigen Vorkommen von Laubholz-Säbelschrecke und Plumpschrecke in Sachsen-Anhalt. Auch leben hier Trauermantel, Hirschkäfer und Rötliche Daudebardie, eine an totholzreiche und naturnahe Wälder gebundene Schneckenart, die hier die nördliche Verbreitungsgrenze ihres mittel- und südeuropäischen Verbreitungsgebietes erreicht. An wenigen im Naturschutzgebiet vorkommenden Kleingewässern sowie an der Kleinen Saale leben auch mehrere Libellen, darunter die Gebänderte Heidelibelle.
Das Naturschutzgebiet grenzt auf den Plateauflächen überwiegend an landwirtschaftliche Nutzflächen, die vereinzelt in das Naturschutzgebiet hineinragen. Einzelne Grünlandflächen liegen innerhalb des Naturschutzgebietes. Im Saaletal grenzt das Naturschutzgebiet an weitere landwirtschaftliche Nutzflächen, vielfach aber auch an Wohn- und Gewerbeflächen. Bei Saaleck erstreckt sich das Naturschutzgebiet auch auf einen kurzen Abschnitt am linken Saaleufer. Die Saale ist hier in das Naturschutzgebiet einbezogen. Durch die Wälder verlaufen zahlreiche Wald- und Wirtschaftswege, die vielfach als Wanderwege genutzt werden können. Zwischen Bad Kösen und Kukulau sowie Kleinheringen und Rödigen verlaufen Kreisstraßen durch das Naturschutzgebiet.
Die geplante Ortsumgehung Bad Kösen und Naumburg (Saale) im Verlauf der Bundesstraße 87 würde das Naturschutzgebiet ganz im Westen zwischen Kleinheringen und Rödigen streifen.